# Memorial Marco Pantani 2011
Il Memorial Marco Pantani 2011, ottava edizione della corsa, si svolse il 1º ottobre 2011, per un percorso totale di 183,7 km. Venne vinto dall'italiano Fabio Taborre che terminò la gara in 4h25'31".

## Ordine d'arrivo (Top 10)
| Pos. | Corridore            | Squadra       | Tempo    |
| ---- | -------------------- | ------------- | -------- |
| 1    | Fabio Taborre        | Acqua & Sap.  | 4h25'31" |
| 2    | Davide Rebellin      | Miche         | s.t.     |
| 3    | Daniel Martin        | Garmin        | s.t.     |
| 4    | Giovanni Visconti    | Farnese Vini  | s.t.     |
| 5    | Oleg Berdos          | De Rosa       | s.t.     |
| 6    | Paolo Bailetti       | De Rosa       | s.t.     |
| 7    | Fabio Felline        | Geox-TMC      | s.t.     |
| 8    | Riccardo Chiarini    | Androni Gioc. | s.t.     |
| 9    | Juan José Cobo       | Geox-TMC      | s.t.     |
| 10   | Miguel Ángel Rubiano | D'Angelo      | s.t.     |